# Lekié
Departament Lekié – departament w Regionie Centralnym w Kamerunie ze stolicą w Monatélé. Na powierzchni 2 989 km² żyje około 354,9 tys. mieszkańców.